# Laine de bois

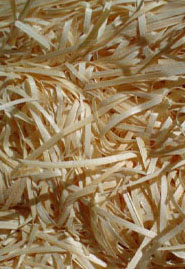
Laine de bois

Le terme laine de bois (aussi appelée paille de bois ou frisure de bois "wood wool ou excelsior" en anglais) est utilisé pour de longs copeaux de bois ayant un aspect pailleux, mais semble s'appliquer de plus en plus communément à la fibre de bois en panneaux ("woodfiber boards" en anglais).
La laine de bois est un matériau présent sous forme de filaments réguliers et fins, et pouvant atteindre 500 mm de longueur, élastiques, lâches, sans projections de bois et presque sans poussière. Les filaments sont fabriqués à partir de troncs d'arbres écorcés et séchés. La laine de bois est utilisée comme matériau de remplissage, de rembourrage, d'isolation et de filtrage dans de nombreux secteurs pour des solutions et des produits exigeants, ainsi que dans la branche de l'hygiène et pour emballer des produits et des aliments sensibles.

## Terminologie
Les termes « laine de bois » ou encore « frisure de bois » ne font pas référence au même produit que la « fibre de bois ». Aux États-Unis⁣⁣, dans les années 1970, l'appellation « laine de bois » ne correspondait qu'à une petite quantité de la production d'Excelsior.[réf. nécessaire]. En effet, seules les parties fines et dites de meilleures qualités étaient considérées comme laine de bois. L'Excelsior avait obtenu une spécification fédérale en 1973, supprimée en 1991, décrivant les appellations de ce matériau selon son épaisseur et la largeur de ses fibres. Aujourd'hui le nom Wood Wool en anglais « laine de bois » correspond à de la frisure de bois et se retrouve référencé sous le numéro 4405.00.00 d'après l'Organisation Mondiale des Douanes pour la vente de ce matériau vers l'international, depuis les États-Unis[réf. nécessaire].

## Historique
La laine de bois est produite depuis 1840 environ par un procédé mécanique développé aux États-Unis, à partir de bois de résineux ou de feuillus écorcé. En Amérique du Nord, on l’appelle "wood wool" ou "excelsior", un terme dérivé du nom latin du frêne, Fraxinus excelsior.

## Utilisations
L’utilisation couvre aujourd’hui de nombreux domaines : hygiène animale (nettoyage des pis, litières pour le bétail ou pour les animaux d’appartement en cage), horticulture et jardinage, protection contre l’érosion (tapis de laine de bois), enherbements, protection hivernale des plantes, allume-feu, emballage. A l’origine, la laine de bois servait pour le pansement de blessures et pour des articles d’hygiène. Même les premiers tampons périodiques féminins étaient en laine de bois, remplacée au milieu du siècle dernier par des matières synthétiques .

### Paillage
La laine de bois est utilisée par les producteurs de fruits et légumes délicats. Dans la culture des fraises, par exemple, elle empêche les fruits de se salir de terre, les protège des escargots, de la moisissure et prévient la pousse des mauvaises herbes. Grâce au choix des bois utilisés, on obtient pour ce produit une teneur particulièrement élevée en huiles essentielles, en tanins et en fibres, autant d’ingrédients qui répugnent aux gastéropodes.
Les tapis de laine de bois  sont des assemblages piqués de laine de bois de différentes essences et de jute, ou de polypropylène biodégradable. Grâce à leurs bonnes propriétés mécaniques et à leur biodégradabilité, ils conviennent  pour la protection des sols et l’enherbement de surfaces nues. En jouant sur la formule de fabrication, on peut déterminer précisément la durée du processus de pourrissement. Le hêtre joue un rôle central dans ces formules. Ses possibilités d’utilisation font actuellement l’objet d’un projet de recherche Suisse soutenu au niveau fédéral par le Fonds pour les recherches forestières. Ces tapis de laine de bois devraient ouvrir un nouveau marché pour le hêtre indigène et atténuer les problèmes d’écoulement dont souffre cette essence. Avec le changement climatique et l’augmentation de la fréquence des épisodes de fortes pluies, la protection contre l’érosion constitue une application à fort potentiel. Un autre marché pour la laine de bois réside dans le revêtement des routes forestières. Un retour aux sources, en quelque sorte, pour ce produit issu du bois de forêt.

### Emballage
La laine de bois connaît aussi un regain d’intérêt en tant que matériau d’emballage, surtout là où les exigences écologiques sont élevées : après usage, on peut sans problème l’employer comme bois-énergie ou la composter. La laine de bois est particulièrement appréciée pour l’emballage de produits à forte valeur émotionnelle, tels que grands vins et spiritueux, viande séchée, salami, "corbeilles gourmandes" ou verrerie fine. Néanmoins, la laine de bois dite logistique ne représente qu’environ 5% des ventes de Lindner Suisse.

### Allume feu
Avec le durcissement des normes environnementales sur les chauffages, les vieux journaux pour démarrer le feu ont fait leur temps, quand ils ne sont pas carrément interdits. La laine de bois naturelle, trempée dans de la paraffine alimentaire, gagne ainsi des parts de marché en tant qu’allume-feu.

### Rembourrage
Un domaine d’utilisation autrefois important de la laine de bois, à savoir la literie et le rembourrage des meubles, a été réinvesti depuis 2010 en tant que produit de niche.

### Panneaux acoustiques
Des panneaux rigides de laine de bois agglomérés avec un liant hydraulique (ciment) sont vendus sous les noms commerciaux de "Fibralith" par Knauf ou par la marque "Heraklith". A ne pas confondre avec les panneaux de fibre de bois 